# کیسی برنال
کیسی رنه برنال (به انگلیسی: Cassie René Bernall) (۶ نوامبر ۱۹۸۱-۲۰ آوریل ۱۹۹۹) یک دانش آموز بود که در جریان کشتار دبیرستان کلمباین به قتل رسید.
گزارش‌های اولیه نشان می‌داد یکی از مهاجمان، اریک هریس، یا دیلن کلبولد از وی سؤال کرده‌است آیا قبل از تیراندازی مهلک آنها به خدا اعتقاد داشته‌است یا نه.او در جواب به این سؤال جواب داده‌است «بله».این مطلب باعث شد برنال از سوی برخی از مسیحیان شهید به حساب بیاید.همچنین این مطلب منبع الهام چندین آهنگ از جمله قطعه «این زمان شماست» از مایکل دبلیو اسمیت، «کیسی» از گروه فلای‌لیف و آهنگ «جوانان کشور» از گروه پی او دی شد.
در ماه‌های بعد از مرگ برنال، مادر او میستی برنال کتابی با نام او گفت بله: شهادت نامحتمل کیسی برنال منتشر کرد.در این کتاب میستی برنال به بحث درباره زندگی آشفته دختر نوجوانش، تبدیل روحانی و بحث شهادتش می‌پردازد.